# يوشياكي أوتا
يوشياكي اوتا (太田 吉彰) (ولد 11 يونيو 1983) هو لاعب كرة قدم ياباني سابق، شارك في كأس آسيا 2007.

## روابط خارجية
- يوشياكي أوتا على موقع رابطة كرة القدم اليابانية للمحترفين (اليابانية)
- يوشياكي أوتا على موقع قاعدة بيانات كرة القدم.إي يو (الإنجليزية)
- يوشياكي أوتا على موقع Soccerway.com (الإنجليزية)
- يوشياكي أوتا على موقع عالم كرة القدم.نت (الإنجليزية)

1. ↑  "Stats Centre: Yoshiaki Ota Facts". الجارديان دوت كوم. مؤرشف من الأصل في 2015-02-14. اطلع عليه بتاريخ 2010-01-05.